# Gonzalo Martínez
Gonzalo Martínez (Candelaria, 30 november 1975) is een Colombiaans voetballer die sinds 2012 onder contract staat bij Patriotas FC.

## Clubcarrière
Martínez speelde drie seizoenen als verdediger voor Deportes Tolima, waarna hij in 2001 naar Italië vertrok. Later speelde hij ook nog in Paraguay en de Verenigde Staten.

## Interlandcarrière
Martínez kwam 36 keer (één doelpunt) uit voor de nationale ploeg van Colombia in de periode 2000–2004. Hij maakte zijn debuut op zaterdag 12 februari 2000 in de Gold Cup-groepswedstrijd tegen Jamaica (1–0), net als verdediger Gerardo Bedoya. Hij nam in dat duel het enige doelpunt voor zijn rekening.

## Erelijst
Libertad
- Liga Paraguaya

2006
 DC United
- Lamar Hunt U.S. Open Cup

2008